# Венесуэльский мотылёк-пудель
«Венесуэльский мотылёк-пудель» (англ. Venezuelan poodle moth) — интернет-мем августа 2012 года, основанный на фотографии, сделанной в национальном парке Канайма в Венесуэле, которую зоолог Артур Анкер опубликовал в 2009 году в своём аккаунте на Flickr.
Идентифицировать видовую принадлежность бабочки до сих пор не удалось. Эксперты сошлись во мнении, что это, скорее всего, представитель семейства коконопрядов (Lasiocampidae), предположительно рода Artace, на что указывает форма антенн. Однако единственной фотографии недостаточно, чтобы определить, описанный ли это биологический вид или новый.
В сети встречается множество различных фотографий других видов бабочек, чьё тело покрыто волосками, например, тутовый шелкопряд, ошибочно называемый «Венесуэльским мотыльком-пуделем».